# Condado de Rusk (Wisconsin)
El condado de Rusk (en inglés: Rusk County), fundado en 1901, es uno de 72 condados del estado estadounidense de Wisconsin. En el año 2000, el condado tenía una población de 
15,347 habitantes y una densidad poblacional de 6 personas por km². La sede del condado es Ladysmith. El condado recibe su nombre en honor al gobernador de Wisconsin Jeremiah McLain. 

## Geografía
Según la Oficina del Censo, el condado tiene un área total de 2,411 km², de la cual 2,365 km² es tierra y 46 km² (1.91%) es agua.

### Condados adyacentes
- Condado de Sawyer (norte)
- Condado de Price (este)
- Condado de Taylor (sureste)
- Condado de Chippewa (sur)
- Condado de Barron (oeste)
- Condado de Washburn (noroeste)

## Demografía
En el censo de 2000, había 15,347 personas, 6,095 hogares y 4,156 familias residiendo en el condado. La densidad poblacional era de 6 personas por km². En el 2000 había 7,609 unidades habitacionales en una densidad de 3 por km². La demografía del condado era de 97.69% blancos, 0.51% afroamericanos, 0.42% amerindios, 0.26% asiáticos, 0,10% isleños del Pacífico, 0.35% de otras razas y 0.66% de dos o más razas. 0.76% de la población era de origen hispano o latino de cualquier raza.

## Localidades

### Ciudades, pueblos y villas
| Ciudades y villas                                                                             | Pueblos | Pueblos | Áreas no incorporadas                            |
| --------------------------------------------------------------------------------------------- | --- | --- | ------------------------------------------------ |
| - Bruce - Conrath - Glen Flora - Hawkins - Ingram - Ladysmith - Sheldon - Tony - Weyerhaeuser | - Atlanta - Big Bend - Big Falls - Cedar Rapids - Dewey - Flambeau - Grant - Grow - Hawkins - Hubbard - Lawrence - Marshall | - Murry - Richland - Rusk - South Fork - Strickland - Stubbs - Thornapple - True - Washington - Wilkinson - Willard - Wilson | - Bear Lake - Imalone - Island Lake - South Fork |